# ألم ما بعد الجراحة
ألم ما بعد الجراحة (بالإنجليزية: Postoperative Pain)‏ هو ألم حاد يحدث بعد الخضوع لعملية جراحية، حيث يعاني العديد من المرضى لأشهر وحتى يمكن لسنوات من آلام مستمرة وكثيراً ما تكون قوية وهي ما تعرف بالآلام المزمنة ما بعد العملية الجراحية.

## الأعراض والعلامات
تتميّز الآلام المزمنة ما بعد العملية الجراحية بالأعراض التالية ː -ألم مستمر في مكان العملية يمتدّ لأكثر من شهرين ما بعد العملية.
-يعاني البالغون من الألم أكثر من الأطفال.

## الأسباب
السبب الرئيسي والمباشر لحدوث الألم هو الإجراء الجراحي، ويوجد أيضا بعض العوامل المساعدة في تسبب الألم مثل حالة المرض، عمره، موضع العملية، حجم العملية ومضاعفاتها.

## العلاج
علاج ألم ما بعد الجراحة يكون بإعطاء المسكنات مثل بعض الأدوية التي تعطى عن طريق الفم أو الشرج أو بالحقن. تخدير فوق الجافية (التخدير حول الجافية هو نوع من أنواع التخدير الناحي والذي يتضمن حقن المسكنات الموضعية عن طريق إبرة خاصة أو قسطرة يوضع في المنطقة حول الجافية والمعروف باسم ابيدورال - Epidural analgesia).حقن جوف العمود الفقري (النخاعي ).حقن ل حصار العصب (Nerve Block) أو الضفيرة العصبية.

## وصلات إضافية
- ألم ما بعد الجراحة على مشروع الدليل المفتوح
- Pain Stanford Encyclopedia of Philosophy